# Leucania
Genre
Le genre Leucania regroupe des lépidoptères (papillons) nocturnes de la famille des Noctuidae.

## Espèces rencontrées en Europe
- Leucania (Acantholeucania) loreyi (Duponchel, 1827)
- Leucania (Leucania) comma (Linnaeus, 1761)
- Leucania (Leucania) fortunata Pinker, 1961
- Leucania (Leucania) herrichi Herrich-Schäffer, 1849
- Leucania (Leucania) joannisi Boursin & Rungs, 1952
- Leucania (Leucania) obsoleta (Hübner, 1803)
- Leucania (Leucania) palaestinae Staudinger 1897
- Leucania (Leucania) punctosa (Treitschke, 1825)
- Leucania (Leucania) putrescens, (Hübner, 1824)
  - Leucania (Leucania) putrescens putrescens (Hübner, 1824)
  - Leucania (Leucania) putrescens vallettai Boursin, 1952
- Leucania (Leucania) zeae (Duponchel, 1827)

## Autres espèces(à compléter)
- Leucania stenographa Lower, 1900